# Сеффер Федір Опанасович
Сеффер Федір Опанасович (1872 — ?) — депутат Державної думи Російської імперії I скликання від Бессарабської губернії, кадет. 
Увійшовши до Трудової групи, він став найлівішим представником Бессарабії в першому російському парламенті.

## Біографія

### Ранні роки
"Сеффер" — єврейське прізвище (означає «єврейська релігіозна книга»), тому, швидше за все, при народженні мав інше ім'я.
Відомо, що Федір Опанасович Сеффер народився 1872 року в сім'ї селян. Закінчив сільське двокласне училище. Пізніше навчався у Байрамчеській учительській семінарії, у учительському інституті Феодосії. Був вільним слухачем у Дерптському університеті. 
Працював помічником волосного писаря, конторником, учителем у Хотині та Кишиневі. Працював учителем болградського міського училища, але в лютому 1906 був звільнений без пояснення причин. 

### Депутат І Державної Думи
У 1906 був обраний депутатом Державної думи Російської імперії I скликання. Член партії кадетів. Приєднався до Трудової групи. 

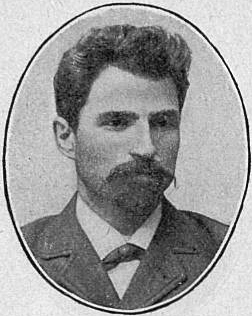
Сеффер Федір Опанасович

### Після розпуску Думи
Після розпуску Думи підписав 10 липня 1906 р. «Виборзьке звернення», в результаті був засуджений за ст. 129, ч. 1, п.п. 51 та 3 Кримінального Уложення. 
29 липня 1907 року квартира Сеффера була піддана обшуку. Було вилучено звіти про засідання Думи, що вільно продавалися, брошури, зверенення від селян. Помічник пристава, який проводив обшук, прямо вказав, що Сеффер "дуже погано писав" про поліцію. 

Сеффер був підданий небувалому покаранню — відлученню від дружини. Так як його дружина теж вчителька в тому ж училищі, з якого Сеффера було звільнено, вона мала квартиру при училищі. Спершу Сефферу було заборонено жити в цій квартирі, а потім і приходити туди. На думку Сеффера, причина нападок у його відмові поліцейським приставам "тягнути їх на своїй спині вгору службовими сходами".
Подальша доля невідома.